# Weißes Haus von Nienstedten

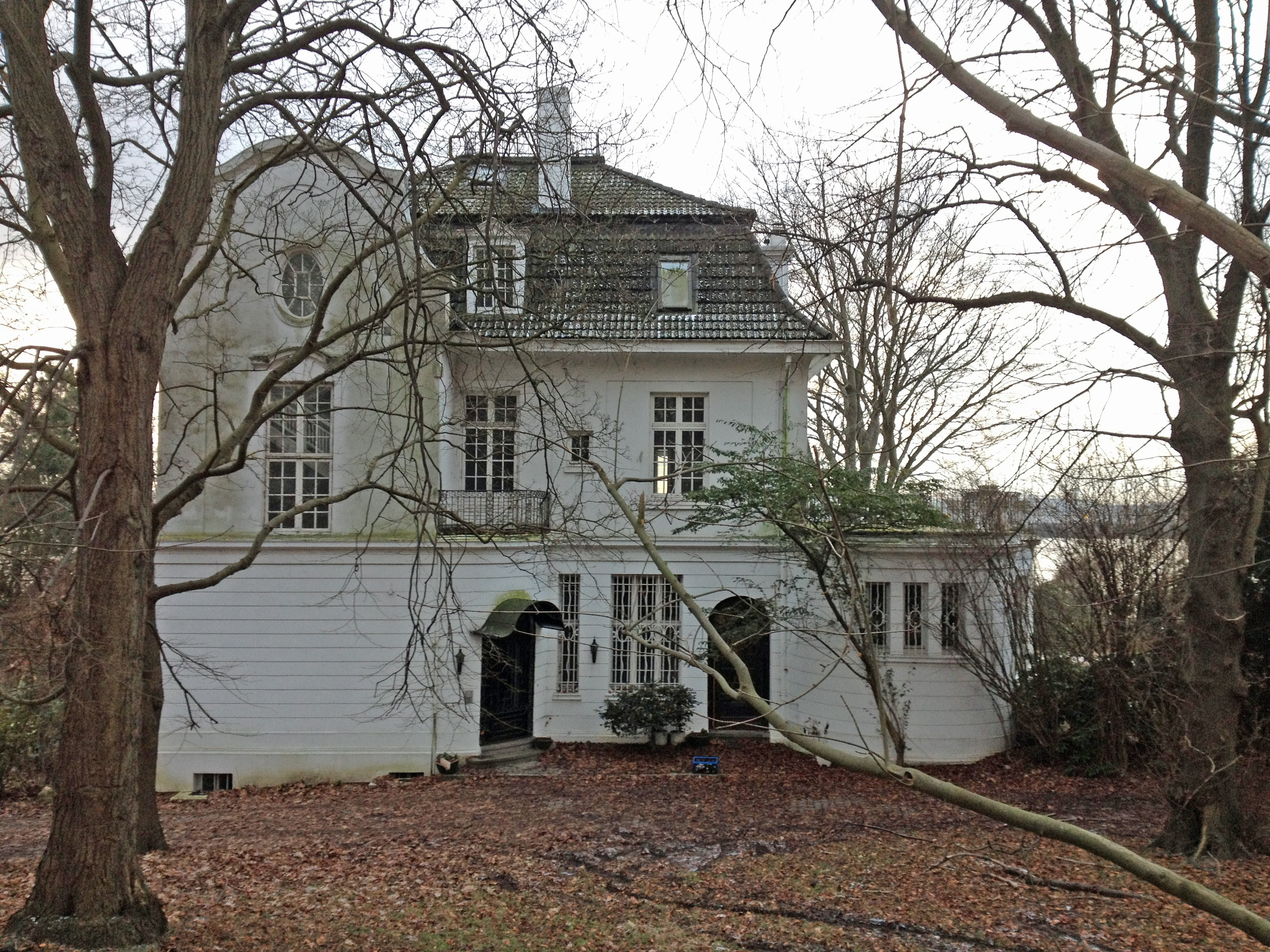
Weißes Haus von der Elbchaussee aus gesehen, im Hintergrund die Elbe

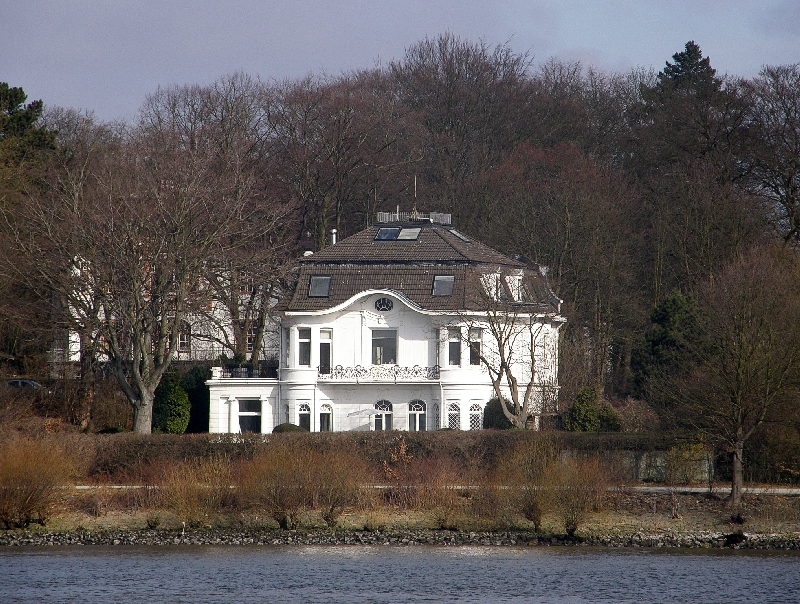
Weißes Haus von der Elbseite gesehen

Das sogenannte Weiße Haus von Nienstedten war eine im Jahre 1913 erbaute Jugendstilvilla in Hamburg-Nienstedten. Sie erlangte Bekanntheit durch den letzten Besitzer, den Unternehmer Claus Grossner, der dort viele Veranstaltungen mit Hamburger Prominenz abhielt. Das Gebäude stand im Hamburger Bezirk Altona an der Elbchaussee zwischen Teufelsbrück und dem Restaurant Hotel Louis C. Jacob. Es wurde im Juni 2014 abgerissen.

## Geschichte

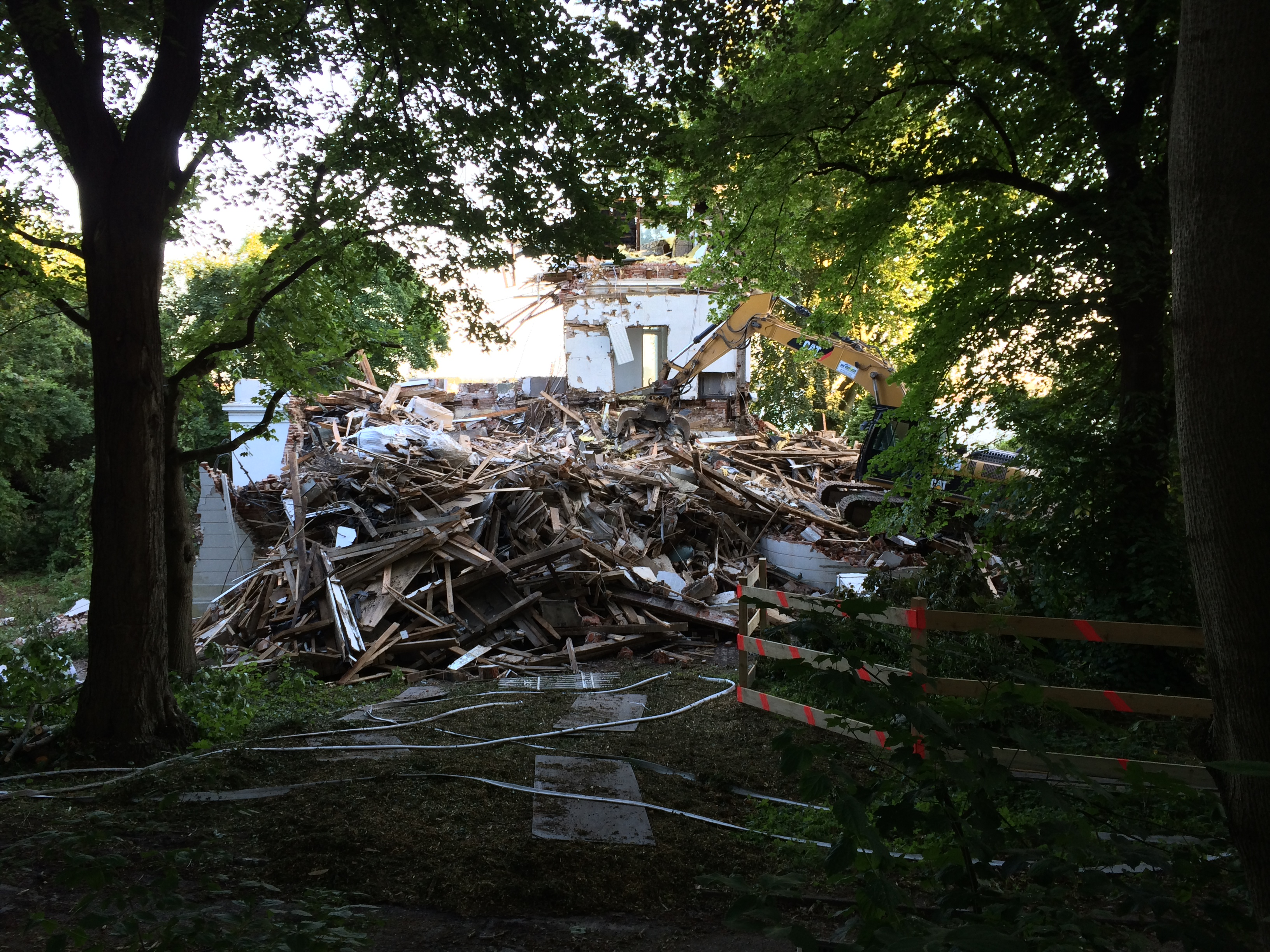
Grossner Villa in Nienstedten am 17. Juni 2014, von der Straße aus gesehen

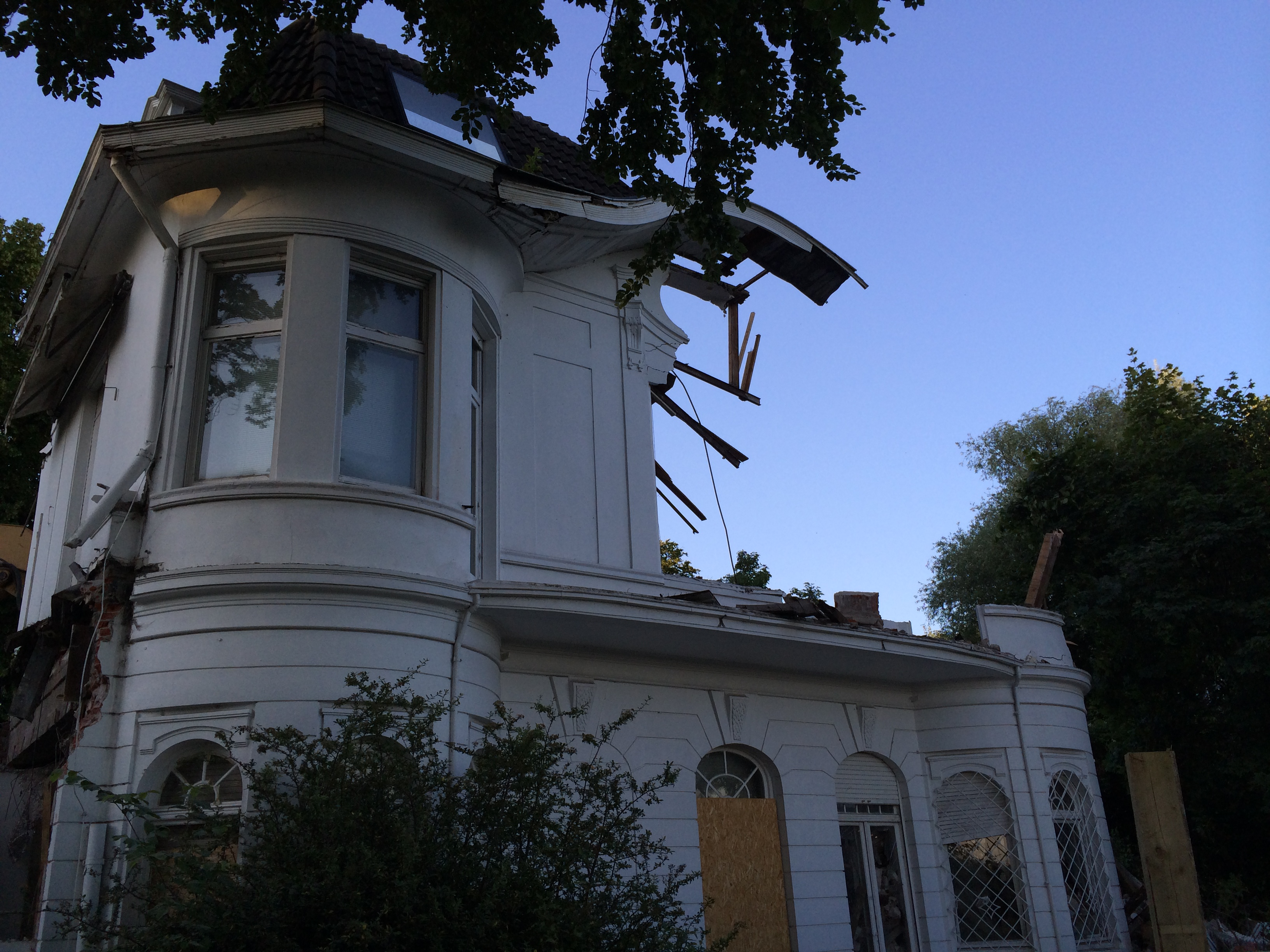
Grossner Villa in Nienstedten am 17. Juni 2014, Elbseite

Die etwa 500 m² große Jugendstilvilla mit 16 Zimmern wurde 1913 auf einem 4374 m² großen Grundstück auf der der Elbe zugewandten Seite der Elbchaussee Nr. 359 erbaut. Sie stellte einen typischen repräsentablen Villenbau dar, wie er zu Beginn des 20. Jahrhunderts auf der Elbchaussee üblich war, um den kaufmännischen Hamburger Wohlstand zu repräsentieren. In ihrer wechselvollen Geschichte hatte sie mehrere Besitzer. 1953 bewohnte sie Heinrich Onken, der Gastwirt des in unmittelbarer Nähe am Elbufer gelegenen ehemaligen Elbschloss-Pavillons (heute ELV), 1970 Carl Maschmeyer, ein Vorstandsmitglied der Elbschloss-Brauerei. Seit den 1970er Jahren war sie im Besitz von Peter Linnert, von der Boulevardpresse „Dr. Hokuspokus“ genannt, der später mit dem Versandhaus Möbel Becker in Konkurs ging.
Der Finkenwerder Werftbesitzer Johann Jacob Sietas (Werft J. J. Sietas) ersteigerte das Haus 1977 für seine Tochter Ursula Plaaß. Noch im selben Jahr wechselte das herrschaftliche Haus erneut den Eigentümer. Käufer waren zu einem Drittel die Hamburgerin Christiane Wessel und zu zwei Dritteln Claus Grossner. Letztlich erwarb dieser das Anwesen alleine, um dort zu wohnen und Vorträge sowie Diskussionsrunden zu veranstalten. Viele Prominente besuchten in der Villa so fantasievoll klingende Veranstaltungen wie „Jumelage“ oder „Festa Europea“ zu den Themenkreisen Kultur, Philosophie, Politik und Europa. Zu Grossners Gästen zählten dabei zum Beispiel der Regisseur Christoph Schlingensief, der Versandhaus-Unternehmer Michael Otto und die Publizistin Marion Gräfin Dönhoff. Im Jahre 2007 trafen sich 40 namhafte Wissenschaftler in der Villa, darunter Ernst Ulrich von Weizsäcker, um u. a. über Hamburg als Hauptsitz des Welt-Zukunftsrates (WFC) zu diskutieren.
Am 10. Dezember 2010 starb Claus Grossner, seitdem stand die Villa leer. Die von ihm testamentarisch verfügte Grossner-Stiftung besaß nicht nur das Weiße Haus von Nienstedten, sondern auch das Wohnhaus von Richard Dehmel in Blankenese. Das Weiße Haus wurde 2011 zum Preis von schätzungsweise sechs Millionen Euro an einen Hamburger Unternehmer verkauft, um von dem Erlös unter anderem das Dehmel-Haus zu sanieren. Das Weiße Haus, das nicht unter Denkmalschutz stand, wurde am 17. Juni 2014 abgerissen. Geplant ist, eine neue Villa auf dem Grundstück zu errichten.